# Denis Goldberg
Pour les articles homonymes, voir Goldberg.
Denis (ou Dennis) Theodore Goldberg, né le 11 avril 1933 au Cap et mort le 29 avril 2020 dans la même ville, est un militant sud-africain anti-apartheid, membre du Congrès des démocrates puis du Parti communiste sud-africain et d’Umkhonto we Sizwe, la branche militaire du congrès national africain. Condamné à la prison à vie lors du procès de Rivonia, il est finalement libéré en 1985 pour vivre quelques années en Israël puis en Angleterre avant de revenir s'installer en Afrique du Sud au début des années 2000.

## Biographie

### Origines
Dennis Theodore Goldberg est né le 11 avril 1933 au Cap, en Afrique du Sud. Il est le fils d'Annie Fineberg, une couturière, et de Sam Goldberg, un chauffeur de camion. Ses parents sont nés à Londres, enfants de Juifs lituaniens qui ont émigré en Angleterre dans la seconde moitié du XIXe siècle. Les deux parents étaient des militants communistes actifs lorsqu'ils vivaient à Londres, et après avoir déménagé au Cap, ils ont joué un rôle actif dans la branche locale du Parti communiste sud-africain.
En mars 1950, à l'âge de 16 ans, il commence des études de génie civil à l'université du Cap. 

### Conjoint et enfants
En dernière année de ses études à l'université du Cap, Denis Goldberg rencontre Esme Bodenstein, issue d'une famille active au sein du parti communiste. Esme Bodenstein est membre d'un comité de la Modern Youth Society (MYS), une association de jeunes sans ségrégation raciale, au sein de laquelle Denis Goldberg participe. Ils se marient en janvier 1954. Leur fille Hilary naît en 1955 et leur fils David en 1957. 

### Militantisme contre l'apartheid
En plus de leur activité au sein du MYS, le couple s’engage dans le Congrès des démocrates. Bien que ces activités ne soient pas illégales, ces militants étaient constamment harcelés par la police. 
En 1957, Denis Goldberg rejoint le parti communiste (qui avait été interdit en 1950). Il est arrêté le 30 mars 1960 pour avoir soutenu des grévistes dans les townships à la suite du massacre de Sharpeville le 21 mars 1960. Avec sa mère, il passe quatre mois en prison sans procès et perd ensuite son emploi. Face à la répression exercée par le gouvernement sud-africain du parti national, il entre au sein de l’Umkhonto we Sizwe (le « fer de lance de la nation », ou MK), la branche armée du congrès national africain, fondée en décembre 1961. 
Le 11 juillet 1963, il est arrêté lors d’une descente  de la police sud-africaine dans la ferme de Lillies-Leaf, à Rivonia, dans la banlieue nord de Johannesbourg, lors d'une réunion qui devait être la dernière à s'y tenir, après que cette maison ait été utilisée comme lieu de réunion secret pendant près de deux ans. Il est arrêté avec plus d’une douzaine de personnes, comptant parmi les dirigeants et militants de l’ANC les plus influents, dont Walter Sisulu, Govan Mbeki, Raymond Mhlaba,  Ahmed Kathrada, ou encore Andrew Mlangeni. 

### Le plus jeune accusé du Procès de Rivonia
Goldberg devient ainsi l’un des accusés du procès de Rivonia, le plus jeune des accusés, et l’un des 5 blancs. Le procès s’ouvre le 9 octobre 1963. Nelson Mandela n’était pas présent dans cette ferme, étant déjà en prison, y purgeant une peine de cinq ans. Mais lors de la descente, la police a trouvé des documents cachés l’incriminant. En conséquence, il est inculpé et jugé avec les autres,,,. Déclaré coupable de quatre chefs d'accusation, il est condamné à la prison à vie. 

### Les années de prison
Séparé de ses compagnons, qui sont incarcérés notamment à Robben Island, Denis Goldberg est détenu dans un pénitencier de la capitale, Pretoria. Il y subit de longues périodes d’isolement. Il reste 22 ans en prison. 
En 1978/1979, il contribue à la préparation puis à l’évasion de trois détenus (dont Tim Jenkin), sans s’évader lui-même. Il contribue à distraire le gardien pendant que les trois évadés s'échappent ; tous trois réussissent à s'enfuir vers les pays voisins et à recouvrer leur liberté. 
Sa fille, Hilary, vivant dans un kibboutz en Israël, met en place un comité pour tenter d'obtenir la libération de son père. En 1985, ces initiatives en cours bénéficient d’un contexte politique international favorable. Sous la pression des États-Unis, le gouvernement sud-africain propose de libérer des prisonniers politiques s'ils renoncent à la violence. Denis Goldberg accepte de ne plus être directement lié à des actions violentes mais refuse de répudier pour autant sa participation antérieure ni de nier la nécessité d'une lutte armée. Dans une lettre adressée au président Pieter Willem Botha, il expose sa position en détail et accepte de « s'engager à participer à une politique pacifique normale qui puisse être pratiquée librement et de manière significative ». Il s’engage également à quitter immédiatement le territoire sud-africain. 
Le 28 février 1985, après 21 ans de prison, il est libéré.

### Les années d'exil
Il est conduit directement de la prison à l'aéroport pour prendre l'avion vers Israël, où il retrouve sa femme et ses enfants. Bien qu'Israël soit intervenu en sa faveur, il critique la façon dont l’État israélien traite les Palestiniens et sa coopération avec l'Afrique du Sud. 
Puis il s’exile à Londres avec sa famille. Il continue à faire campagne contre l’apartheid, jusqu'à la fin de ce système politique au début des années 90 et l'investiture de Nelson Mandela, en 1994 ,comme président d'Afrique du Sud. 
Goldberg ne décide pas pour autant de retourner en Afrique du Sud immédiatement, principalement pour pouvoir rester avec son épouse Esme, ses enfants et ses petits-enfants, qui veulent rester au Royaume-Uni.

### Retour en Afrique du Sud
Après la mort de son épouse en 2000 puis de sa fille Hillary en 2002, il retourne en Afrique du Sud, au Cap, accompagné de sa nouvelle épouse (décédée en 2006), et est nommé conseiller du Ministre de l'eau, Ronnie Kasrils,.
En juillet 2019, il est diagnostiqué d’un cancer du poumon après s'être effondré lors d'une tournée de conférences en Allemagne. Après une chimiothérapie intensive, sa tumeur diminue, mais son cancer réapparaît en mars 2020. Il meurt chez lui à Hout Bay le 29 avril 2020,.